# SUDACCI
SUDACCI（すだっち）は、HOBBYコンテンツ（フィギュア）を起点としたオタクメディア作品の企画・制作を行っている日本のプロダクションである。
設立は2005年。須田麻衣とその仲間たちにより設立された。人気のアニメ・マンガ・ゲームの二次創作として作られるフィギュアが多い中、逆の手法でフィギュアを起点にアニメ・マンガ・ゲームが作れないか模索された作品を世に送り出している。

## 主な作品
- 『ビキニンジャ』竹書房（レプリカント）フィギュア＆マンガ初出／小学館（ガガガ文庫）ライトノベル版
- 『さくら学園 ロボ部!!』竹書房（レプリカント）フィギュア＆マンガ連載
- 『けだものガールズ』自主発表